# Nuoto ai campionati mondiali di nuoto 2024 - 800 metri stile libero femminili
La gara di nuoto dei 800 metri stile libero femminili dei campionati mondiali di nuoto 2024 è stata disputata il 16 e il 17 febbraio 2024 presso l'Aspire Dome di Doha.
La competizione è stata vinta dalla nuotatrice italiana Simona Quadarella, mentre l'argento e il bronzo sono andati rispettivamente alla tedesca Isabel Marie Gose e alla neozelandese Erika Fairweather.

## Podio
| Posizione | Atleta            | Nazionalità   |
| --------- | ----------------- | ------------- |
| Oro       | Simona Quadarella | Italia        |
| Argento   | Isabel Marie Gose | Germania      |
| Bronzo    | Erika Fairweather | Nuova Zelanda |

## Programma
| Data             | Ora (UTC+9) | Turno    |
| ---------------- | ----------- | -------- |
| 16 febbraio 2024 | 11:07       | Batterie |
| 17 febbraio 2024 | 20:23       | Finale   |

## Record
Prima della competizione il record del mondo e il record dei campionati erano i seguenti:
| Record mondiale       | 8'04"79 | Katie Ledecky Stati Uniti | 12 agosto 2016 Rio de Janeiro, Brasile |
| Record dei campionati | 8'07"39 | Katie Ledecky Stati Uniti | 8 agosto 2015 Kazan', Russia           |

Nel corso della competizione non sono stati migliorati.

## Risultati

### Batterie
| Pos. | Batteria | Corsia | Atleta                  | Nazionalità        | Tempo   | Note |
| ---- | -------- | ------ | ----------------------- | ------------------ | ------- | ---- |
| 1    | 2        | 4      | Isabel Gose             | Germania           | 8:26.49 | Q    |
| 2    | 3        | 4      | Simona Quadarella       | Italia             | 8:27.80 | Q    |
| 3    | 3        | 5      | Erika Fairweather       | Nuova Zelanda      | 8:28.15 | Q    |
| 4    | 3        | 3      | Eve Thomas              | Nuova Zelanda      | 8:29.30 | Q    |
| 5    | 3        | 2      | Agostina Hein           | Argentina          | 8:29.44 | Q    |
| 6    | 2        | 3      | Ajna Késely             | Ungheria           | 8:32.88 | Q    |
| 7    | 2        | 6      | Kiah Melverton          | Australia          | 8:35.22 | Q    |
| 8    | 2        | 8      | Ichika Kajimoto         | Giappone           | 8:35.25 | Q    |
| 8    | 3        | 6      | Maddy Gough             | Australia          | 8:35.25 | Q    |
| 10   | 3        | 7      | Yang Peiqi              | Cina               | 8:36.75 |      |
| 11   | 3        | 9      | Gabrielle Roncatto      | Brasile            | 8:37.00 |      |
| 12   | 2        | 7      | Ma Yonghui              | Cina               | 8:37.66 |      |
| 13   | 2        | 0      | Merve Tuncel            | Turchia            | 8:38.10 |      |
| 14   | 2        | 9      | Kristel Kobrich         | Cile               | 8:38.81 |      |
| 15   | 2        | 2      | Kayla Han               | Stati Uniti        | 8:40.36 |      |
| 16   | 1        | 4      | Ella Cosgrove           | Canada             | 8:43.33 |      |
| 17   | 3        | 1      | Beatriz Dizotti         | Brasile            | 8:43.73 |      |
| 18   | 2        | 1      | Alisée Pisane           | Belgio             | 8:45.28 |      |
| 19   | 3        | 0      | Tamila Holub            | Portogallo         | 8:45.94 |      |
| 20   | 1        | 3      | Imani de Jong           | Paesi Bassi        | 8:49.08 |      |
| 21   | 1        | 6      | Ashley Lim              | Singapore          | 8:54.29 |      |
| 22   | 1        | 5      | Han Da-kyung            | Corea del Sud      | 8:54.74 |      |
| 23   | 1        | 2      | Diana Taszhanova        | Kazakistan         | 8:55.78 |      |
| 24   | 1        | 1      | Eva Petrovska           | Macedonia del Nord | 9:04.27 |      |
| 25   | 1        | 8      | Lana Hijazi             | Libano             | 9:33.90 |      |
| –    | 1        | 7      | Marlene Kahler          | Austria            | DNS     | DNS  |
| –    | 2        | 5      | Anastasija Kirpičnikova | Francia            | DNS     | DNS  |
| –    | 3        | 8      | Dune Coetzee            | Sudafrica          | DNS     | DNS  |

### Finale
| Pos.    | Corsia | Atleta            | Nazionalità   | Tempo   | Note |
| ------- | ------ | ----------------- | ------------- | ------- | ---- |
| Oro     | 5      | Simona Quadarella | Italia        | 8:17.44 |      |
| Argento | 4      | Isabel Marie Gose | Germania      | 8:17.53 |      |
| Bronzo  | 3      | Erika Fairweather | Nuova Zelanda | 8:22.26 |      |
| 4       | 6      | Eve Thomas        | Nuova Zelanda | 8:24.86 |      |
| 5       | 2      | Agostina Hein     | Argentina     | 8:29.19 |      |
| 6       | 8      | Ichika Kajimoto   | Giappone      | 8:29.24 |      |
| 7       | 1      | Kiah Melverton    | Australia     | 8:29.35 |      |
| 8       | 7      | Ajna Késely       | Ungheria      | 8:29.83 |      |
| 9       | 0      | Maddy Gough       | Australia     | 8:36.43 |      |